# Euxoa birena
Euxoa birena är en fjärilsart som beskrevs av Emilio Berio 1962. Euxoa birena ingår i släktet Euxoa och familjen nattflyn. Inga underarter finns listade i Catalogue of Life.